# Daimyo

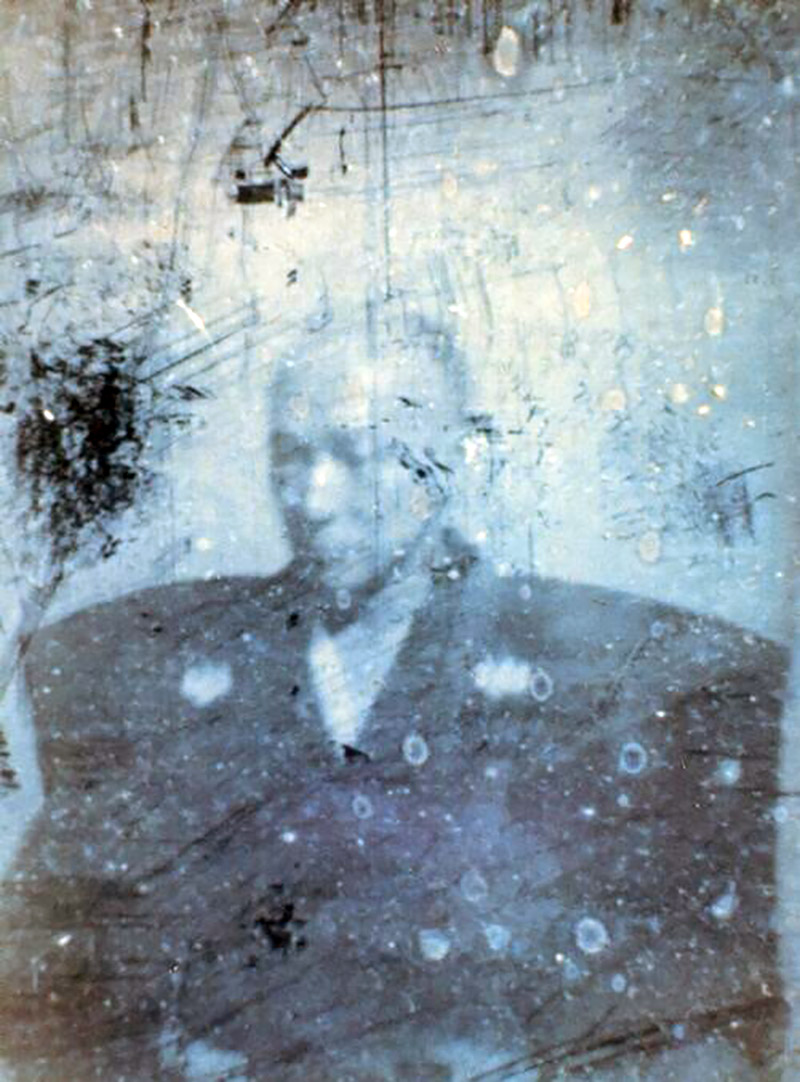
Dagerrotypi från 1857 av Shimazu Nariakira, Satsumas daimyo.

Daimyō (japanska: 大名?, daimyō info) var en titel för japanska länsherrar under medeltiden.
Under Tokugawa-shogunatet definierades en daimyo som en länsherre vars ägor kunde producera mer än 10 000 koku ris, där en koku ris (cirka 180 liter) ansågs vara den mängd ris som kunde föda en person ett helt år. En daimyō vars domäner avkastade mindre än 150 000 koku ris betraktades som bakre daimyō och de med över 150 000 koku betraktades som främre daimyō. Antalet daimyō växlade, men höll sig oftast omkring 250 stycken.
Ordet daimyō kan översättas som "stora namn" och tros ha uppstått som en sammansättning av leden dai (stor) och myō eller myōden (benämning på risproducerande feodalegendom).
Daimyoadeln avskaffades 1869 och ersattes av kazokuadeln.